# Phylloscopus emeiensis
Phylloscopus emeiensis é uma espécie de ave da família Phylloscopidae.
Pode ser encontrada nos seguintes países: China e Myanmar.
Os seus habitats naturais são: florestas subtropicais ou tropicais húmidas de baixa altitude.